# Carlos Juan Fitz-James Stuart
Don Carlos Juan Fitz-James Stuart, diciannovesimo duca d'Alba e grande di Spagna (Madrid, 2 ottobre 1948), è un nobile e avvocato spagnolo, capo della Casa d'Alba.

## Biografia
Nato a Madrid, è il figlio maggiore di Cayetana Fitz-James Stuart, diciottesima duchessa d'Alba, e del suo primo marito, Luis Martínez de Irujo y Artázcoz, figlio minore del nono duca di Sotomayor. Nel 1951, all'età di 2 anni, divenne quattordicesimo duca di Huéscar, titolo cedutogli dal nonno, Jacobo Fitz-James Stuart. È un discendente diretto di Giacomo II d'Inghilterra e di Cristoforo Colombo. Ha invertito l'ordine dei suoi cognomi, come suo fratello Jacobo, diventando Fitz-James-Stuart y Martínez de Irujo anziché Martínez de Irujo y Fitz-James-Stuart.
Ha conseguito una laurea in giurisprudenza presso l'Università Complutense di Madrid e lavora come consulente per diverse istituzioni culturali, come la Fondazione Hispania Nostra, l'Istituto Valencia de Don Juan e la Hispanic Society of America. È responsabile della Fondazione Casa d'Alba e, quindi, del significativo patrimonio del casato. È anche cavaliere della Real Maestranza di Cavalleria di Siviglia.
Alla morte della madre nel 2014, divenne il primo in linea di successione per diventare dicannovesimo duca d'Alba, e grande di Spagna, e per ereditare altri trentotto titoli, dieci dei quali con grandezza di Spagna. La successione alla maggior parte dei titoli è stata ufficialmente confermata nel 2015, eccetto per il signorato di Moguer e la contea di Modica, ereditati tradizionalmente. Più tardi nel 2015, ha ceduto due titoli: il ducato di Huéscar al suo figlio maggiore ed erede apparente, Fernando Juan María, e la contea di Osorno al suo figlio minore, Carlos Arturo.

## Matrimonio e discendenza
Il 18 giugno 1988 contrasse matrimonio presso l'altare maggiore della Cattedrale di Siviglia con Matilde de Solís-Beaumont y Martínez de Campos, figlia di Fernando Solís-Beaumont y Atienza, decimo marchese de la Motilla, e di sua moglie Isabel Martínez de Campos y Rodríguez-Garzón, figlia a sua volta dei duchi di Seo de Urgel. La coppia ha avuto due figli prima che il matrimonio fosse annullato nel 2004:
- Fernando Juan María (*14.IX.1990). diciassettesimo duca di Huéscar, sposato nel 2018 con Sofía Palazuelo Barroso. Hanno due figli, Rosario (*2020) e Sofía (*2023);
- Carlos Arturo (29.XI.1991). ventiduesimo conte di Osorno, sposato nel 2021 con Belén Corsini de Lacalle. Hanno un figlio, Carlos (*2024).

Matilde cadde in una profonda depressione e nel 1999 tentò il suicidio. Dopo dodici anni di matrimonio, divorziarono e il matrimonio fu dichiarato nullo nel 2004. Durante la giovinezza e successivamente, tra il 2004 e il 2006, l'allora duca di Huéscar ebbe una relazione con Alicia María Koplowitz y Romero de Juseu, settima marchesa di Bellavista, un'imprenditrice spagnola classificata come la donna più ricca di Spagna nella lista delle persone più ricche del mondo di Forbes.

## Ascendenza
|                                       |                                |                                                    | Genitori                                                        |  |  | Nonni |  |  | Bisnonni                               |  |  | Trisnonni                         |  |
|                                       |                                |                                                    |                                                                 |  |  |       |  |  | Carlos Martínez de Irujo y del Alcázar |  |  | Carlos Martínez de Irujo y McKean |  |
|                                       |                                |                                                    |                                                                 |  |  |       |  |  | Carlos Martínez de Irujo y del Alcázar |  |  | Carlos Martínez de Irujo y McKean |  |
|                                       |                                | Gabriela del Alcázar                               |                                                                 |  |  |       |  |  | Carlos Martínez de Irujo y del Alcázar |  |  |                                   |  |
| Pedro Martínez de Irujo               |                                |                                                    |                                                                 |  |  |       |  |  | Carlos Martínez de Irujo y del Alcázar |  |  |                                   |  |
|                                       |                                | María Caro y Széchenyi de Sárvár-Felsővidék        | Pedro Caro                                                      |  |  |       |  |  |                                        |  |  |                                   |  |
|                                       |                                | María Caro y Széchenyi de Sárvár-Felsővidék        | Pedro Caro                                                      |  |  |       |  |  |                                        |  |  |                                   |  |
|                                       |                                | María Caro y Széchenyi de Sárvár-Felsővidék        | Elisa Széchenyi de Sárvár-Felsővidék                            |  |  |       |  |  |                                        |  |  |                                   |  |
| Luis Martínez de Irujo y Artázcoz     |                                | María Caro y Széchenyi de Sárvár-Felsővidék        |                                                                 |  |  |       |  |  |                                        |  |  |                                   |  |
|                                       |                                | Francisco Javier de Artázcoz y Urdinola            | Vicente Manuel de Artázcoz y Plaza                              |  |  |       |  |  |                                        |  |  |                                   |  |
|                                       |                                | Francisco Javier de Artázcoz y Urdinola            | Vicente Manuel de Artázcoz y Plaza                              |  |  |       |  |  |                                        |  |  |                                   |  |
|                                       |                                | Francisco Javier de Artázcoz y Urdinola            | Romana Josefa de Urdinola y Salcedo                             |  |  |       |  |  |                                        |  |  |                                   |  |
| Ana María de Artázcoz y Labayen       |                                | Francisco Javier de Artázcoz y Urdinola            |                                                                 |  |  |       |  |  |                                        |  |  |                                   |  |
|                                       |                                | María Luisa de Labayen y Aranzabe                  | Miguel Antonio de Labayen y Eguía                               |  |  |       |  |  |                                        |  |  |                                   |  |
|                                       |                                | María Luisa de Labayen y Aranzabe                  | Miguel Antonio de Labayen y Eguía                               |  |  |       |  |  |                                        |  |  |                                   |  |
|                                       |                                | María Luisa de Labayen y Aranzabe                  | María de la Concepción de Aranzabe y Alpízar                    |  |  |       |  |  |                                        |  |  |                                   |  |
| Carlos Juan Fitz-James Stuart         |                                | María Luisa de Labayen y Aranzabe                  |                                                                 |  |  |       |  |  |                                        |  |  |                                   |  |
|                                       | Carlos María Fitz-James Stuart | Jacobo Fitz-James Stuart                           |                                                                 |  |  |       |  |  |                                        |  |  |                                   |  |
|                                       | Carlos María Fitz-James Stuart | Jacobo Fitz-James Stuart                           |                                                                 |  |  |       |  |  |                                        |  |  |                                   |  |
|                                       | Carlos María Fitz-James Stuart | María Francisca de Sales de Portocarrero           |                                                                 |  |  |       |  |  |                                        |  |  |                                   |  |
| Jacobo FitzJames Stuart               | Carlos María Fitz-James Stuart |                                                    |                                                                 |  |  |       |  |  |                                        |  |  |                                   |  |
|                                       |                                | María del Rosário Falcó y Osório                   | Manuel Falcó                                                    |  |  |       |  |  |                                        |  |  |                                   |  |
|                                       |                                | María del Rosário Falcó y Osório                   | Manuel Falcó                                                    |  |  |       |  |  |                                        |  |  |                                   |  |
|                                       |                                | María del Rosário Falcó y Osório                   | María del Pilar Osorio                                          |  |  |       |  |  |                                        |  |  |                                   |  |
| Cayetana Fitz-James Stuart            |                                | María del Rosário Falcó y Osório                   |                                                                 |  |  |       |  |  |                                        |  |  |                                   |  |
|                                       |                                | Alfonso de Silva                                   | Alfonso de Silva                                                |  |  |       |  |  |                                        |  |  |                                   |  |
|                                       |                                | Alfonso de Silva                                   | Alfonso de Silva                                                |  |  |       |  |  |                                        |  |  |                                   |  |
|                                       |                                | Alfonso de Silva                                   | María del Dulce Nombre Fernández de Córdoba y Pérez de Barradas |  |  |       |  |  |                                        |  |  |                                   |  |
| María del Rosario de Silva y Gurtubay |                                | Alfonso de Silva                                   |                                                                 |  |  |       |  |  |                                        |  |  |                                   |  |
|                                       |                                | María del Rosario Gurtubay y González de Castejón, | Juan Cruz Gurtubay y Meaza                                      |  |  |       |  |  |                                        |  |  |                                   |  |
|                                       |                                | María del Rosario Gurtubay y González de Castejón, | Juan Cruz Gurtubay y Meaza                                      |  |  |       |  |  |                                        |  |  |                                   |  |
|                                       |                                | María del Rosario Gurtubay y González de Castejón, | Adelaida González de Castejón y Torres                          |  |  |       |  |  |                                        |  |  |                                   |  |
|                                       |                                | María del Rosario Gurtubay y González de Castejón, |                                                                 |  |  |       |  |  |                                        |  |  |                                   |  |

## Titoli nobiliari

### Titoli con Grandato di Spagna
Ducati
- XIX duca di Alba
- XII duca di Berwick
- XVI duca di Huéscar[3]
- duca di Liria e Xérica

Contea-Ducati
- XIII conte-duca di Olivares

Marchesati
- XVII marchese del Carpio

Contee
- XXIII conte di Lemos
- XXI conte di Lerín, connestabile di Navarra
- XXI conte di Miranda del Castañar
- XVII conte di Monterrey
- XXI conte di Osorno[4]

### Titoli senza Grandato di Spagna
Marchesati
- XVII marchese di La Algaba
- XIX marchese di Barcarrota
- XI marchese di Castañeda
- XXIV marchese di Coria
- XV marchese di Eliche
- XVII marchese di Mirallo
- XXI marchese della Mota
- XXI marchese di Moya
- XIII marchese di Osera
- XV marchese di San Leonardo
- XX marchese di Sarria
- XIII marchese di Tarazona
- XVI marchese di Valdunquillo
- XIX marchese di Villanueva del Fresno
- XVIII marchese di Villanueva del Río

Contee
- XX conte di Andrade
- XV conte di Ayala
- XVII conte di Casarrubios del Monte
- XVII conte di Fuentes de Valdepero
- XII conte di Fuentidueña
- XVIII conte di Galve
- XIX conte di Gelves
- XXII conte di Modica
- XXVI conte di San Esteban de Gormaz
- XIII conte di Santa Cruz de la Sierra
- XXI conte di Villalba

Viscontee
- XIII visconte di la Calzada

Signorie
- XXX signore di Moguer